# Лаутценхаузен
Лаутценхаузен (нем. Lautzenhausen) — община в Германии, в земле Рейнланд-Пфальц. 
Входит в состав района Рейн-Хунсрюк. Подчиняется управлению Кирхберг.  Население составляет 363 человека (на 31 декабря 2010 года). Занимает площадь 5,00 км².